# Kolarstwo na Letnich Igrzyskach Olimpijskich 2012 – wyścig ze startu wspólnego kobiet
Wyścig ze startu wspólnego kobiet podczas Letnich Igrzysk Olimpijskich 2012 został rozegrany 29 lipca w Londynie. Tytułu mistrza olimpijskiego broniła Nicole Cooke z Wielkiej Brytanii. W tej konkurencji udział wzięło 66 zawodniczek.

## Terminarz
| Data          | Godzina |       |
| ------------- | ------- | ----- |
| 29 lipca 2012 | 12:00   | Finał |

## Wyniki
| Pozycja | Zawodniczka            | Czas    |
| ------- | ---------------------- | ------- |
| złoto   | Marianne Vos           | 3:35:29 |
| srebro  | Elizabeth Armitstead   | 3:35:29 |
| brąz    | Olga Zabielinska       | 3:35:31 |
| 4.      | Ina-Yoko Teutenberg    | 3:35:56 |
| 5.      | Giorgia Bronzini       | 3:35:56 |
| 6.      | Emma Johansson         | 3:35:56 |
| 7.      | Shelley Olds           | 3:35:56 |
| 8.      | Pauline Ferrand-Prévot | 3:35:56 |
| 9.      | Liesbet De Vocht       | 3:35:56 |
| 10.     | Aude Biannic           | 3:35:56 |
| 11.     | Katarzyna Pawłowska    | 3:35:56 |
| 12.     | Joelle Numainville     | 3:35:56 |
| 13.     | Na Ah-reum             | 3:35:56 |
| 14.     | Annemiek van Vleuten   | 3:35:56 |
| 15.     | Alena Amialusik        | 3:35:56 |
| 16.     | Ashleigh Moolman       | 3:35:56 |
| 17.     | Grete Treier           | 3:35:56 |
| 18.     | Linda Villumsen        | 3:35:56 |
| 19.     | Emilia Fahlin          | 3:35:56 |
| 20.     | Pia Sundstedt          | 3:35:56 |
| 21.     | Christine Majerus      | 3:35:56 |
| 22.     | Polona Batagelj        | 3:35:56 |
| 23.     | Clemilda Fernandes     | 3:35:56 |
| 24.     | Evelyn Stevens         | 3:35:56 |
| 25.     | Tatjana Antoszyna      | 3:35:56 |
| 26.     | Evelyn García          | 3:35:56 |
| 27.     | Denise Ramsden         | 3:35:56 |
| 28.     | Joanna van de Winkel   | 3:35:56 |
| 29.     | Maaike Polspoel        | 3:36:01 |
| 30.     | Tatiana Guderzo        | 3:36:01 |
| 31.     | Nicole Cooke           | 3:36:01 |
| 32      | Clara Hughes           | 3:36:01 |
| 33.     | Trixi Worrack          | 3:36:04 |
| 34.     | Noemi Cantele          | 3:36:04 |

| Pozycja | Zawodniczka        | Czas    |
| ------- | ------------------ | ------- |
| 35.     | Kristin Armstrong  | 3:36:16 |
| 36.     | Amber Neben        | 3:36:20 |
| 37.     | Judith Arndt       | 3:36:28 |
| 38.     | Łarisa Pankowa     | 3:37:22 |
| 39.     | Shara Gillow       | 3:37:22 |
| 40.     | Emma Pooley        | 3:37:36 |
| –       | Ingrid Drexel      | OTL     |
| –       | Loes Gunnewijk     | OTL     |
| –       | Charlotte Becker   | OTL     |
| –       | Xin Liu            | OTL     |
| –       | Monia Baccaille    | OTL     |
| –       | Fernanda da Silva  | OTL     |
| –       | Ellen van Dijk     | OTL     |
| –       | Lucy Martin        | OTL     |
| –       | Hsiao Mei-yu       | OTL     |
| –       | Alona Andruk       | OTL     |
| –       | Audrey Cordon      | OTL     |
| –       | Ludivine Henrion   | OTL     |
| –       | Robyn de Groot     | OTL     |
| –       | Amanda Spratt      | OTL     |
| –       | Chloe Hosking      | OTL     |
| –       | Yumari González    | OTL     |
| –       | Emilie Moberg      | OTL     |
| –       | Isabelle Söderberg | OTL     |
| –       | Jamie Wong         | OTL     |
| –       | Mayuko Hagiwara    | DNF     |
| –       | Danielys García    | DNF     |
| –       | Paola Muñoz        | DNF     |
| –       | Aurelie Halbwachs  | DNF     |
| –       | Jelena Czałych     | DNF     |
| –       | Jutatip Maneephan  | DNF     |
| –       | Janildes Fernandes | DNF     |